# Stefano Soderini
 (octobre 2019).
Le contenu est difficilement compréhensible vu les erreurs de traduction, qui sont peut-être dues à l'utilisation d'un logiciel de traduction automatique.
Stefano Soderini (né à Rome le 13 août 1961) est un ancien militant d'extrême droite italien d'abord à Terza Posizione, puis au groupe subversif des Noyaux armés révolutionnaires néo-fascistes.
Après une période de militantisme initial au sein de Terza Posizione (« TP »), vers 1980, il entre en contact avec le groupe NAR de Valerio Fioravanti et entreprend une lutte armée qui prend fin. Après son arrestation à Milan le 12 septembre 1983. En mars 1986, il décide collaborer avec la justice.

## Biographie

### Militant à Terza Posizione
Après un bref militantisme politique, il rejoignit, encore très jeune la cellule de Vigna Clara de Costruiamo l'azione, le groupe de la droite radicale Ordine Nuovo.
Suivant les indications du professeur Signorelli, il adhère à Terza Posizione de Roberto Nistri. Après son arrestation, il rejoint l'équipe opérationnelle dirigée par Giorgio Vale et participe à une douzaine de vols.

### Chez les NAR
Attiré par le pragmatisme des Noyaux armés révolutionnaires et du charisme exercé par Giusva Fioravanti à l’égard des jeunes du noyau opérationnel de cette formation, Soderini, Luigi Ciavardini, Pasquale Belsito et Giorgio Vale commencent leur propre parcours de mise à distance des dirigeants de TP, Roberto Fiore et Gabriele Adinolfi et de la participation organique au groupe Fioravanti dans lesquels ils sont restés pour faire partie, en plus de Giusva, Francesca Mambro, Gilberto Cavallini et Gabriele de Francisci.
Sa participation à un meurtre avec la NAR se produit, assez au hasard, le 26 novembre 1980 lorsque, en compagnie de Gilberto Cavallini, il se fait prendre par les carabiniers dans un atelier de carrosserie Lambrate. Cavallini ouvre le feu, tuant le brigadier Lucarelli, mais lors de la fuite, ils oublient les documents qui se retrouvent entre les mains des carabiniers et Soderini devient ainsi un fugitif.
Il s'est d'abord réfugié en Vénétie où, le 19 décembre, il a participé à un vol qualifié d'un milliard de dollars dans la bijouterie Giraldo à Trévise. À partir de ce moment, il alterne de longs séjours en Italie et des séjours à l'étranger, d'abord au Brésil, puis en Grèce et en Suisse, aux côtés de sa petite amie, Daniela Zoppis, qui a déjà eu un fils de Cristiano Fioravanti et qui lui en donnera deux de plus.
Quand il est en Italie, il participe également à deux autres meurtres de NAR. Le 30 septembre 1981, il participa à l'embuscade contre Marco Pizzari, un extrémiste de droite accusé par le groupe d'être un informateur et abattu par trois coups de feu tirés près de la Piazza Medaglie d'Oro, à Rome. Le 21 octobre 1981, par contre, il faisait partie du commando avec Alessandro Alibrandi, Gilberto Cavallini, Francesca Mambro, Giorgio Vale et Walter Sordi qui, près d'Acilia, avaient tué le capitaine des Digos, Francesco Straullu (et l'agent Ciriaco Di Rome), qui coordonne de nombreuses enquêtes sur des groupes de subversion noire et mal vu dans les milieux néo-fascistes.
Soderini a été arrêté le 12 septembre 1983 dans un bar du Corso Genova à Milan avece Gilberto Cavallini.
Le 8 mars 1986, lors d'une audience devant la quatrième chambre de la Cour d'assises de Rome, il décida de se repentir et de devenir un collaborateur de la justice. Il est établi dans Piémont, à Exilles, où il travaille comme technicien sur certains chantiers de construction dans la Val de Suse.
Le 26 mars 2007, il fut à nouveau poursuivi, mais cette fois pas pour des crimes liés au terrorisme. En fait, l’accusation porte sur l’enlèvement d’enfants, la disparition probable de son fils âgé de huit ans avec son fils de huit ans et, plus vraisemblablement à destination du Guatemala, après que la décision du tribunal de la jeunesse lui ait été confiée. l'enfant à la femme, qui habite à Rome.